# Castelo de Paderne
O Castelo de Paderne é um monumento militar na freguesia de Paderne, pertencente ao Município de Albufeira, na região do Algarve, em Portugal. O primeiro edifício militar naquele sítio terá sido um castro lusitano, conquistado depois pelos romanos, mas o castelo em si só foi construído nos séculos XI ou XII, durante o período muçulmano. A fortaleza foi tomada em 1248, como parte da Reconquista cristã do Algarve. Ficou num estado de semi-abandono após a povoação de Paderne ter mudado para um novo local no século XVI. Foi gravemente danificado durante o Sismo de 1755, embora só tenha sido oficialmente encerrado em 1858. Foi classificado como Imóvel de Interesse Público em 1971. É considerado um dos símbolos do município, e um dos mais importantes exemplares da arquitetura militar islâmica na Península Ibérica. No interior destaca-se uma ermida dedicada a Nossa Senhora da Assunção.

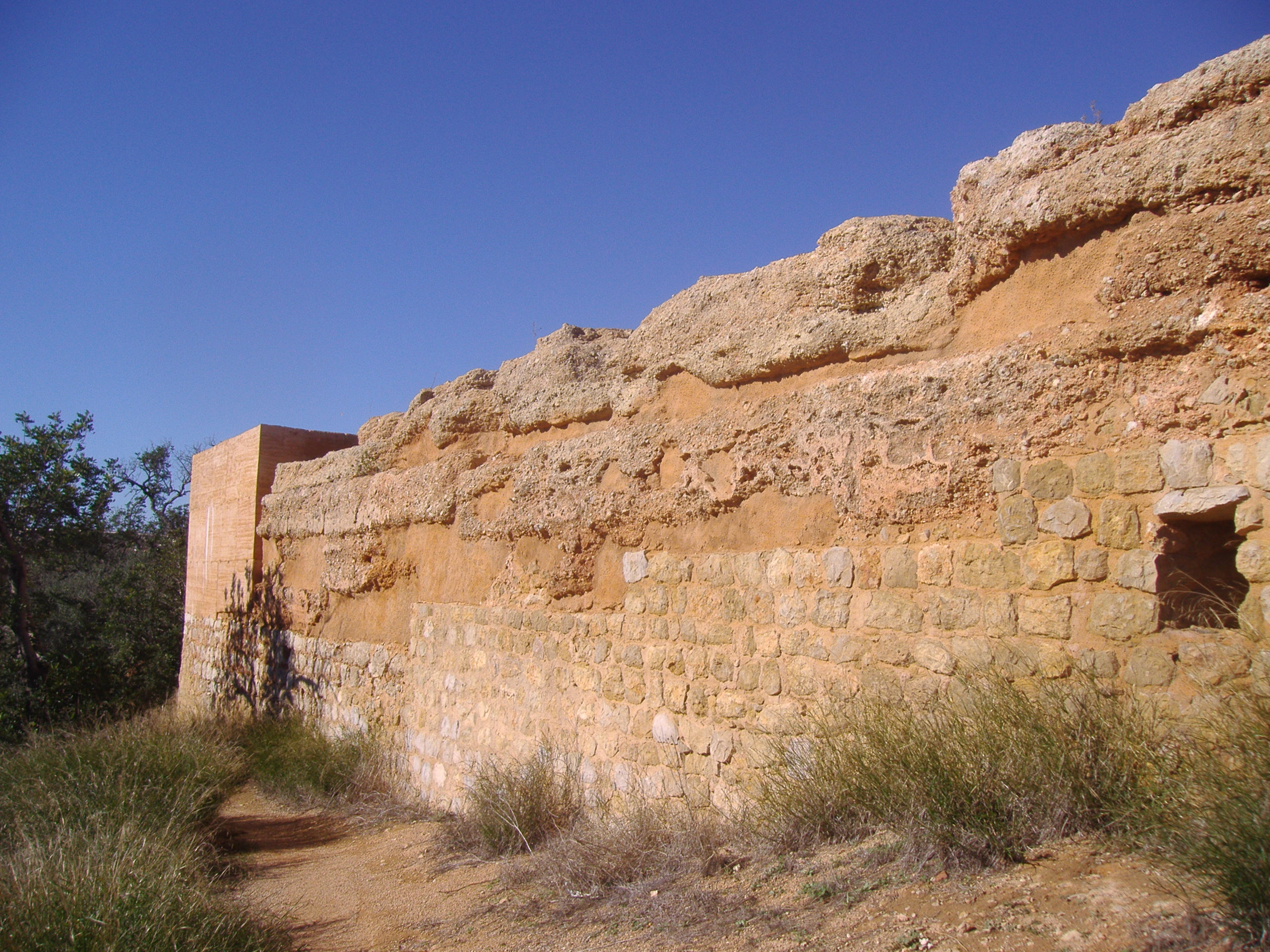
Pormenor de uma muralha no canto Sudoeste do castelo, em 2007

## Descrição

### Importância e conservação
O Castelo de Paderne é considerado como um dos monumentos mais importantes no Algarve, tanto devido ao seu simbolismo como ao seu valor patrimonial. Com efeito, é um ex-libris do município de Albufeira, e um vestígio do seu passado remoto, além de ser um dos melhores exemplos de edifícios em taipa militar, tanto na região ao Sul do Tejo como em toda a Península Ibérica. Também é considerado um exemplar único em Portugal de um hisn almóada.
O monumento foi classificado como Imóvel de Interesse Público pelo Decreto n.º 516/71, publicado no Diário do Governo, n.º 274, Série I, de 22 de Novembro de 1971, enquanto que a Zona de Especial Protecção foi definida pela Portaria n.º 978/99, publicada no Diário do Governo n.º 215, Série II, de 14 de Setembro de 1999. Foi colocado sob a responsabilidade da Direcção Regional de Cultura do Algarve pela Portaria n.º 829/2009, publicada no Diário da República n.º 163, Série II, de 24 de Agosto de 2009, sendo em 2018 a sua gestão partilhada entre aquele organismo e a Câmara Municipal de Albufeira.
O castelo encontra-se numa área da Rede Natura 2000, estando integrado num dos percursos pedestres do Instituto de Conservação da Natureza.
Segundo a tradição, é um dos sete castelos que figuram na Bandeira de Portugal, que foram adicionados pelo rei D. Afonso.

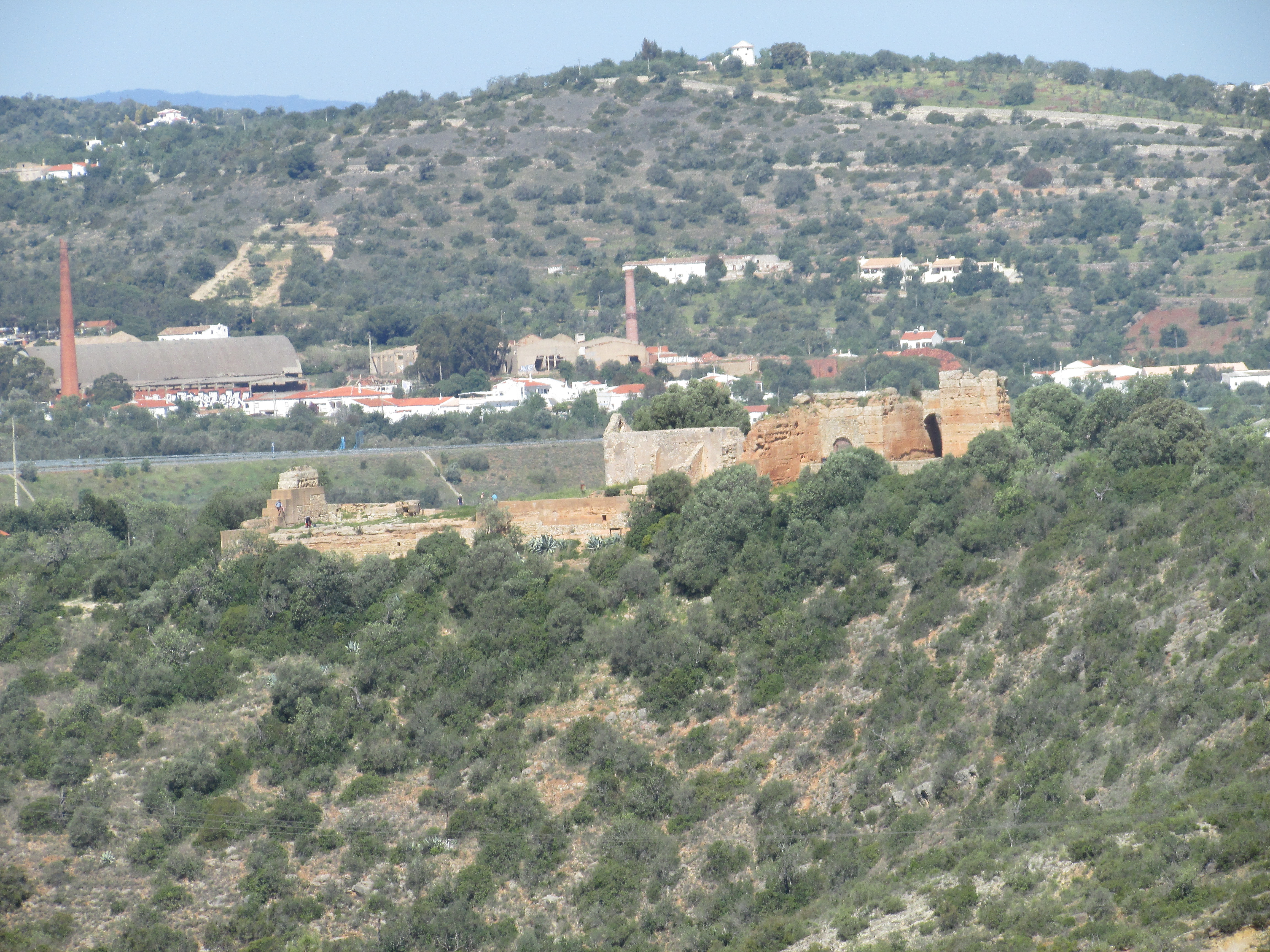
Castelo de Paderne, visto a partir das imediações da povoação do Malhão, em 2017

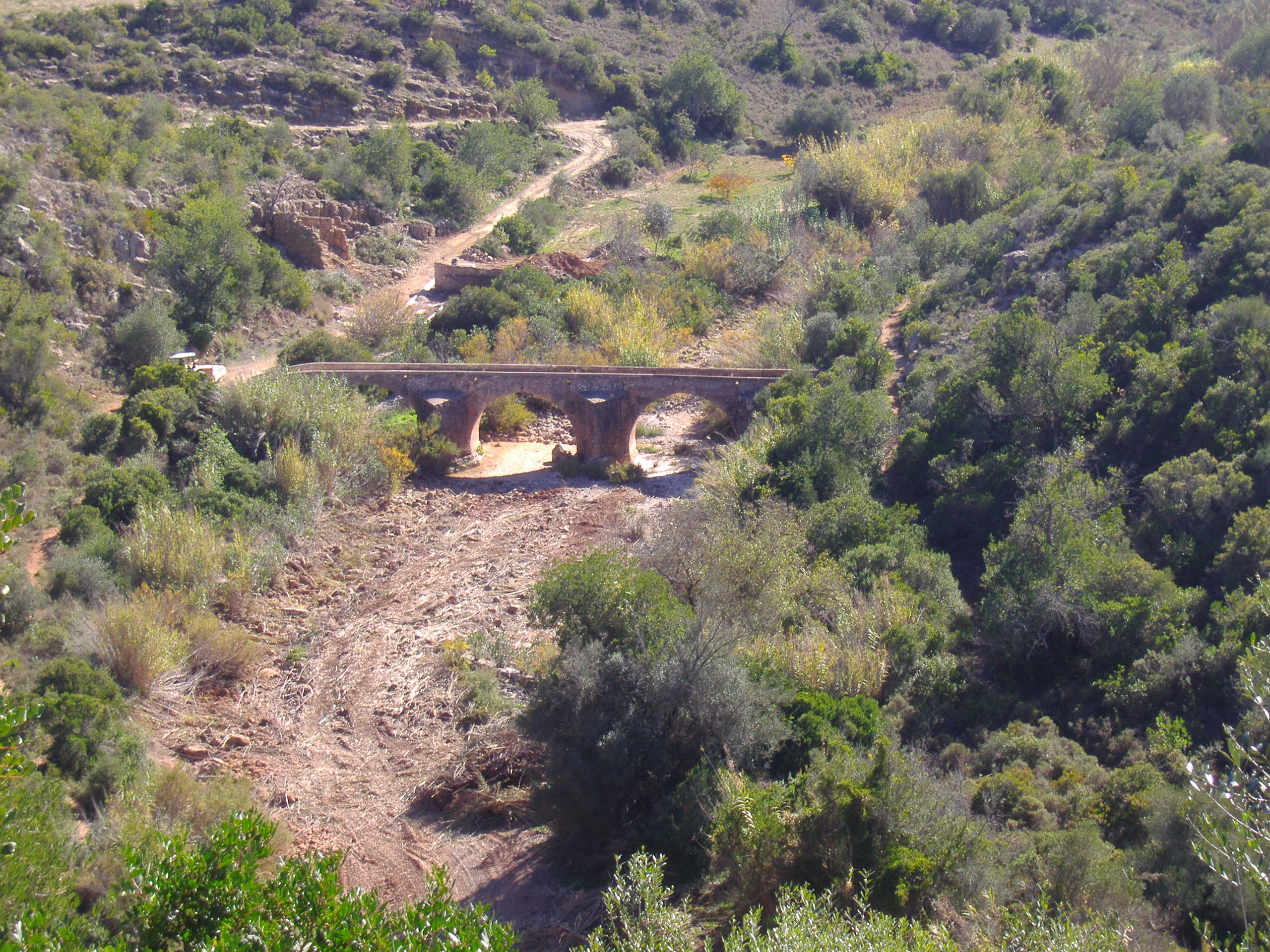
Ponte sobre a ribeira de Paderne, vista a partir do castelo, em 2008.

### Composição e situação geográfica
O edifício situa-se num cabeço a cerca de 100 m de altitude, numa península no traçado da Ribeira de Quarteira e por diversos vales. Está localizado a cerca de 2 km a Sul da moderna vila de Paderne, numa zona que era considerada estratégica, não só devido à sua forte produção agrícola, mas também como ponto de divisão entre as zonas da costa e do barrocal e as regiões de Loulé e Silves. Também servia para vigiar a antiga via romana, que passava a Ribeira de Quarteira numa ponte, situada a Sudoeste do castelo.
O castelo era originalmente um hisn, um tipo de fortificação do período almóada, construído numa zona rural, e que combinava as funções de núcleo habitacional e de posto de defesa. O complexo do castelo é composto principalmente pelo conjunto dos panos de muralha e o torreão junto da entrada, tendo no seu interior as ruínas de uma ermida e de duas cisternas. O espaço no interior tem uma área de 3.250 m². O edifício está orientado a Nordeste, de forma a melhor se adaptar à morfologia do terreno, e apresenta uma planta irregular com dez faces, de configuração aproximadamente trapezoidal. Destaca-se principalmente devido ao uso de taipa como principal material de construção, e pela sua forma, sem quaisquer torres nas esquinas ou pontos intermédios das muralhas, possuindo apenas uma torre, conhecida como albarrã. Esta última característica deve-se provavelmente às reduzidas dimensões do castelo, e à sua localização geográfica, que facilitava as condições de defesa em três lados. A torre albarrã foi construída no lado Nordeste, onde se situa o único acesso ao castelo, feito através de uma porta virada para Sudeste, formando uma entrada em cotovelo.
Tanto o castelo em si como os edifícios residenciais no seu interior apresentam traços típicos de meados do século XII, durante o período almóada. As estruturas defensivas do castelo são principalmente compostas por taipa, com as bases em pedra calcária em degraus, de forma a melhor se adaptar ao declive do terreno. Nalguns pontos, este embasamento mais de um metro de altura, enquanto que as muralhas em si têm 1,9 a 2,1 m de grossura.
A taipa é método construtivo que permite a construção de paredes resistentes a baixo custo, tendo sido utilizado em larga escala desde a antiguidade na região do Mar Mediterrâneo, particularmente no Norte de África e na Península Ibérica. No século XXI, ganhou significado não só do ponto de vista cultural, como método tradicional de construção, mas também como material com potencialidades no campo da arquitectura bioclimática. A taipa é uma mistura de certos tipos de terras, cal e uma massa de granulados, sendo a proporção de cada elemento alterada dependendo do tipo de estrutura em que o material iria ser aplicado. Esta flexibilidade permitia a sua utilização num vasto leque de edifícios, desde simples residências até muralhas, sendo neste último caso conhecido como taipa militar, em que a proporção de cal é maior, e a mistura mais refinada e espessa. Devido ao maior conteúdo em cal, as paredes podiam ser mais espessas, e portanto mais resistentes. Os componentes da terra devem incluir argila, de forma a melhorar a aderência, e areia, que serviria para suportar internamente o muro, sendo considerada uma boa mistura aquela que tivesse uma proporção de argila e limos inferior a 30%, de gravilha entre os 10 e 10%, e de areia superior a 30%. A massa é depois levemente humedecida, e colocada dentro de aparelhos em madeira denominados de taipais, onde é compactada através do uso de ferramentas. Estes aparelhos eram segurados por agulhas, elementos de madeira colocados na parede em intervalos, que serviam igualmente para neutralizar os esforços horizontais durante o processo de compactação. Depois de um módulo ou camada estar concluído, é retirado o aparelho de madeira, ficando na parede os orifícios onde estiveram posicionadas as agulhas.

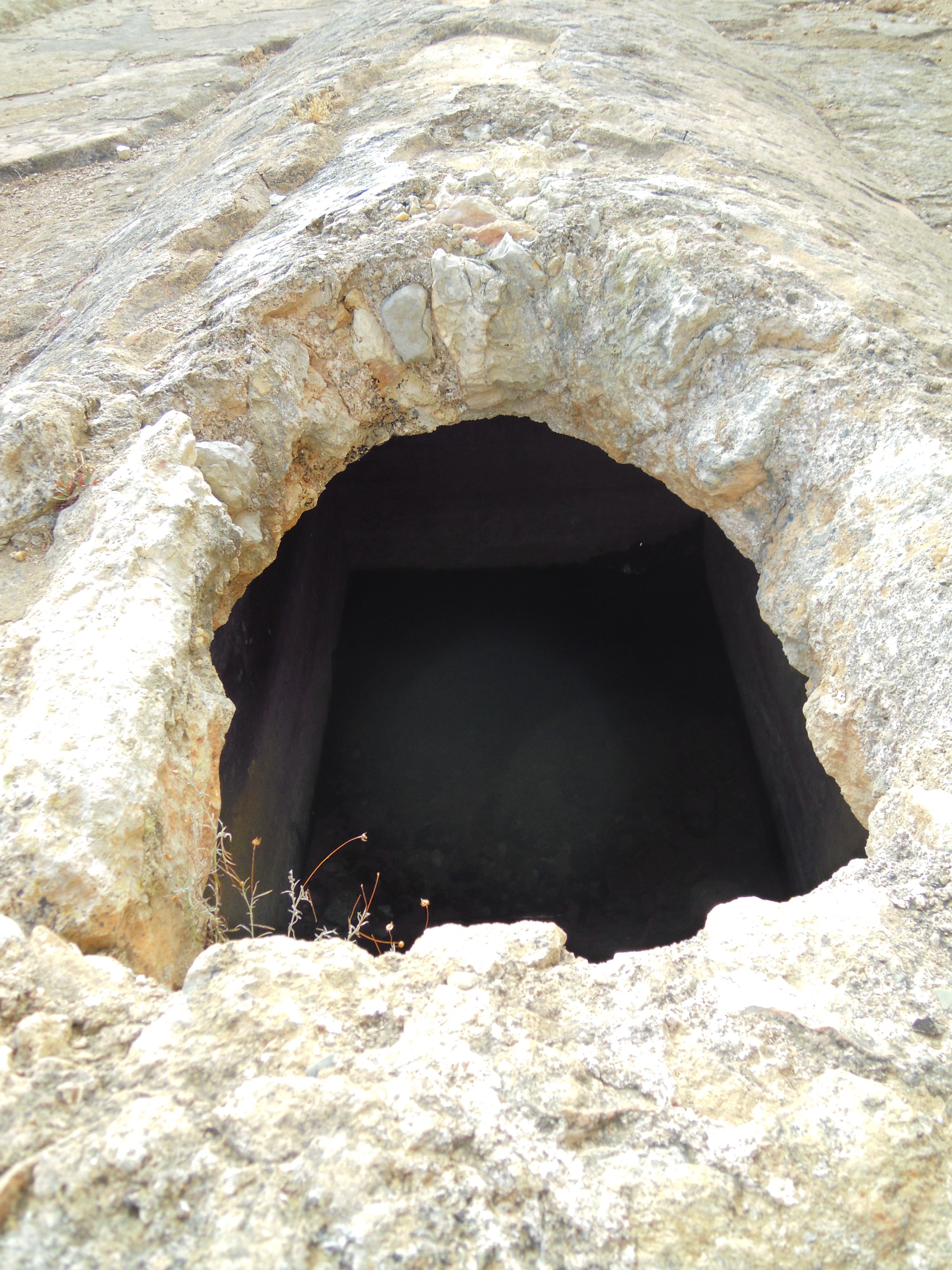
Vestígios de uma antiga cisterna, em 2012

### Zona residencial e cisternas
O espaço urbano dentro do castelo, durante o período islâmico, foi planeado de forma a apresentar um plano ortogonal, com quarteirões divididos por ruas estreitas. As casas, de planta quadrangular, eram formadas por vários compartimentos em redor de um pátio central descoberto (Sahn), ao qual tinham acesso. Esta organização das casas em redor de um pátio era comum nos ambientes urbanos do período islâmico,
tendo sido por exemplo descoberta em Mértola.
Um destes conjuntos apresenta grandes dimensões, com 11,3 por 8,2 m, sendo formado por oito divisões em redor do pátio. As paredes dos edifícios seriam em adobe ou taipa, nalguns casos encostadas às muralhas. Também foram encontrados vestígios de um sistema de esgotos, que escoavam as águas residuais para fora do castelo. Após a ocupação cristã, o interior foi profundamente modificado, tendo sido alterada a organização dos edifícios residenciais, que passaram a ser totalmente em pedra, e foram afastados das muralhas.

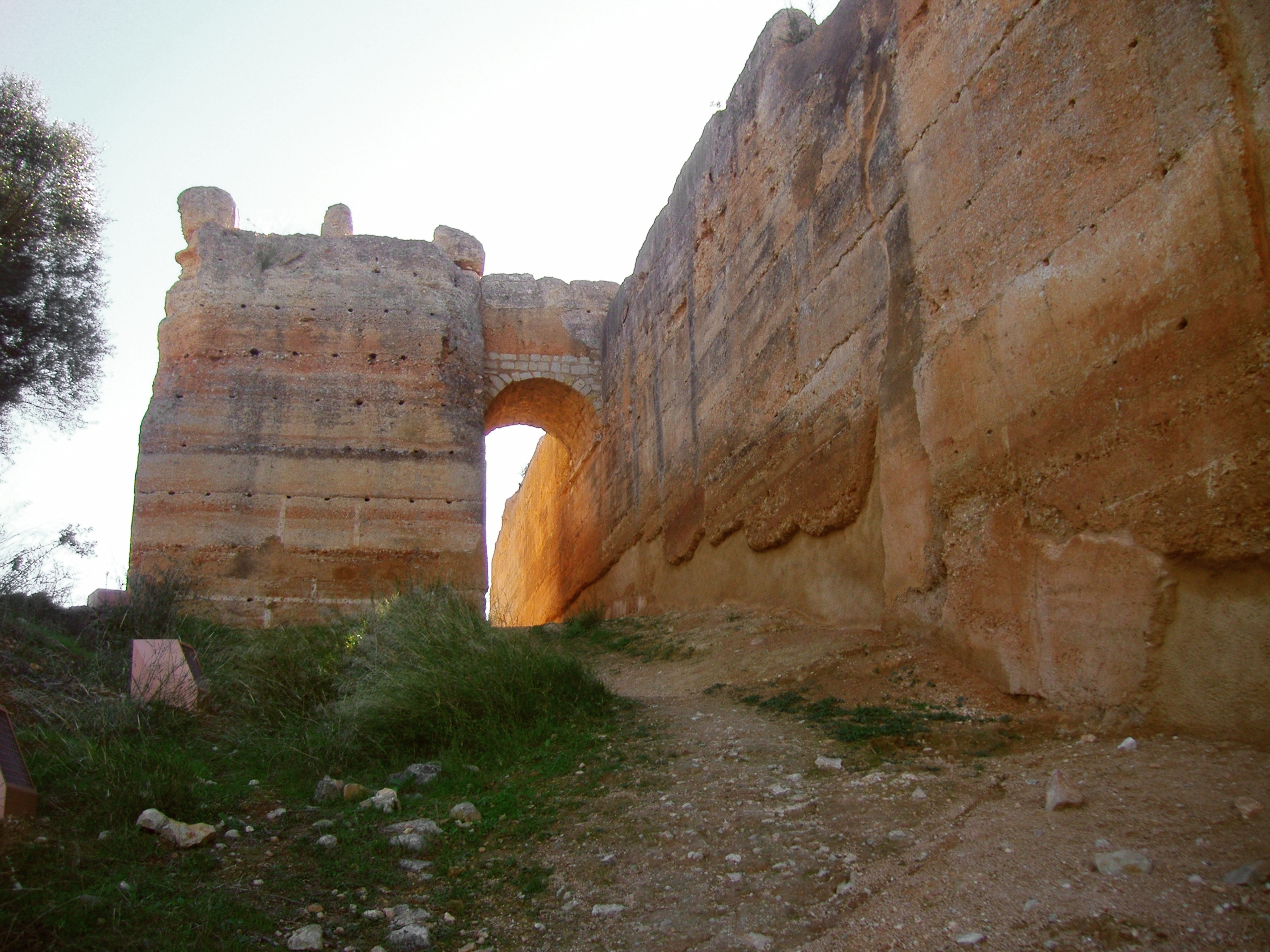
Torre albarrã do castelo, em 2007

### Torre albarrã
A única torre no castelo encontra-se no seu exterior, sendo este tipo de torres, destacadas em relação às muralhas, conhecidas como albarrãs. Este tipo de torre foi muito utilizado durante o domínio islâmico, na região Sudoeste da Península Ibérica, podendo ser encontrado igualmente nos castelos de Alcácer do Sal, Silves, Salir e Badajoz.
Consiste numa estrutura maciça de um corpo, de base quadrada, com cerca de 5,85 m de lado e 9,3 m de altura. A forma como a torre foi planeada e construída apresenta semelhanças com o côvado típico almóada, com 0,418 m, tendo a altura de caixas dois côvados, enquanto que a largura da base tem catorze côvados. Está situada do lado de fora do castelo, a cerca de um metro de distância das muralhas. No topo possui um terraço, cujo acesso é feito através de um pequeno passadiço, ligado ao topo das muralhas, e suportado por um arco em pedra de volta perfeita, que foi reconstruído na década de 1980. O terraço foi muito danificado, tendo sido encontrados indícios de seteiras nos lados Sudeste e Noroeste, mas não sobreviveram quaisquer vestígios de possíveis ameias. O terraço estava dividido ao meio por um muro, e foram encontrados indícios de uma estrutura de madeira, e de concavidades no solo, que poderiam ser utilizados para guardar munições ou apetrechos.
As paredes da torre são constituídas por onze camadas ou módulos em taipa, dos quais nove fazem parte do corpo, enquanto que os dois de cima funcionam parapeito do terraço. A torre assenta sobre uma base compactada, em argila, que tem na parte superior uma camada de taipa, com uma maior mistura de cal e aglomerado grosso.
No interior do castelo existiam duas cisternas, que são um testemunho dos dois períodos de ocupação da fortaleza, antes e depois da reconquista. Uma destas cisternas está situada junto da ermida, coberta por uma abóbada, tendo cerca de 6,25 por 2,7 m no interior e 5,35 por 3,7 a 4,5 m no exterior.

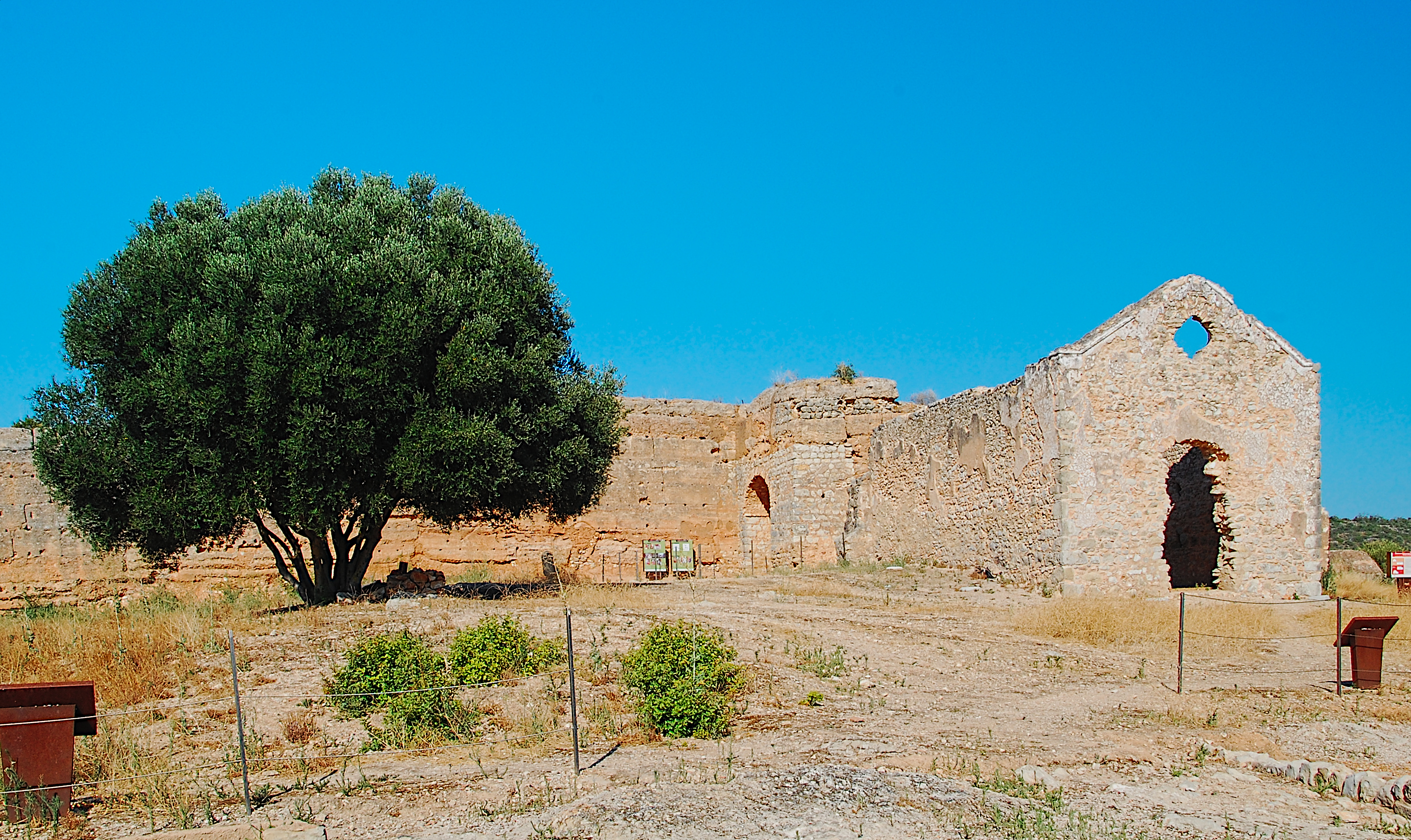
Interior do castelo em 2010, vendo-se à direita as ruínas da Ermida

### Ermida de Nossa Senhora da Assunção
Junto à entrada do castelo, no seu interior, estão as ruínas da Ermida de Nossa Senhora da Assunção, igualmente conhecida como Ermida da Senhora do Castelo. Esta ermida chegou a ser a sede da Pároquia de Paderne, mas tal como sucedeu com o castelo, também foi abandonada e entrou num profundo processo de degradação, tendo sobrevivido apenas as paredes mestras. Durante o seu funcionamento foi alvo de duas romarias anuais, realizadas em 15 de Agosto, data da padroeira, e em 25 de Março, Dia da Anunciação. A ermida é utilizada como espaço para exposições, tendo por exemplo albergado em 2003 a instalação escultórica Andar a pé no fundo do mar, de Jorge Cabrita Matias.
O edifício da ermida apresenta uma planta rectangular, de reduzidas dimensões. O altar estava orientado no sentido Nordeste, e tendo a curta distância duas zonas destinadas a necrópole, estando dividido da nave por um arco com aduelas. A nave tinha uma cobertura em madeira, enquanto que a capela-mor possuía uma abóbada. Contava com três altares, e ostentava no seu altar-mor uma imagem de Nossa Senhora.
Foram encontrados vestígios de uma estrutura anterior por debaixo da ermida, que provavelmente teria sido uma igreja construída no século XIII, como forma de adaptar para o culto cristão um antigo templo islâmico.

### Espólio
Nas escavações arqueológicas foi encontrado um vasto e variado espólio, principalmente enquadrado em dois períodos, o primeiro dos séculos XII e XIII, e o segundo dos séculos XVI e XVII. Do primeiro período foi recolhido um grande número de cerâmicas islâmicas, principalmente loiça de cozinha, e várias peças de produção nazari.

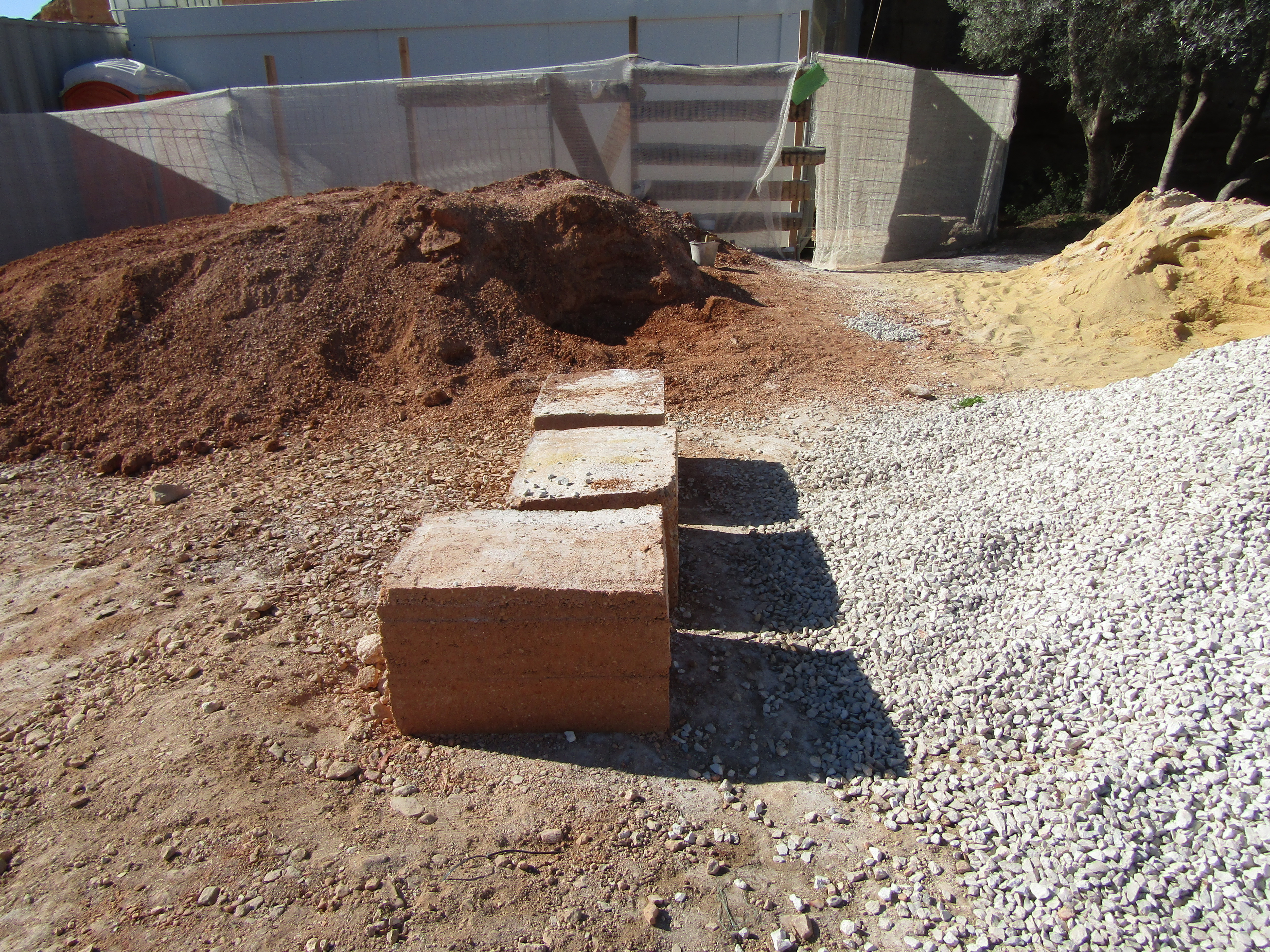
Detalhe de três blocos de taipa, que iriam ser utilizados durante as obras de restauro, em 2018

## História

### Antecedentes
Fundado nos finais do Neolítico ou nos princípios do Calcolítico, o local terá sido ocupado inicialmente por um castro dos povos lusitanos. Foi conquistado pelos exércitos romanos em meados do século II a.C., que o converteram num posto militar e num núcleo administrativo e político, denominado de Paderne ou Paderna.

### Período medieval
Em 713, a povoação romana foi conquistada pelas forças maometanas, tendo o castelo em si sido construído no século XI ou meados do XII, durante o período Almóada, nos finais do domínio muçulmano na região do Algarve. Fazia parte de um conjunto de fortalezas, do tipo médio e de ambiente rural, que foram construídas de forma a criar uma segunda linha defensiva contra as investidas das tropas cristãs, no âmbito da reconquista.
A referência mais antiga sobre o edifício remonta a 1189, ano em que o rei D. Sancho I organizou duas grandes expedições para atacar o Algarve, tendo conquistado o castelo após um assalto nocturno, apoiado por uma esquadra de cruzados ingleses. No entanto, o castelo foi pouco depois recuperado pelas forças islâmicas. O castelo só foi definitivamente conquistado em 1248, por um grupo de cavaleiros da Ordem de Santiago, chefiados pelo seu mestre D. Paio Peres Correia, já durante o reinado de D. Afonso III. No entanto, a reconquista só terminou no ano seguinte, com a libertação de Silves, Faro, Albufeira e Porches. Nos relatos de Paio Peres Correia, o castelo foi descrito como sendo «forte e muito bom da grande comarca em redor, entre Albufeira e a serra.». Foram encontrados vestígios de abandono e destruição das estruturas residenciais e defensivas no castelo, durante a fase de reconquista, tendo-se iniciado logo em seguida o processo de repovoamento da região. Ainda no século XIII ou já no XIV, terá sido construído o templo cristão, talvez no espaço de um antigo edifício religioso islâmico.
Em 1305, o rei D. Dinis entregou o castelo a D. Lourenço Anes, mestre da Ordem de Avis, após a realização de obras de restauro, tendo esta decisão sido tomada no sentido de dotar o castelo de uma área de controlo. Com efeito, encontraram-se provas de modificações no interior do castelo durante o século XIV, tendo-se mudado a organização dos edifícios, que passam a ser construídas completamente em pedra, e mais afastadas das muralhas.

### Séculos XV e XVI
Entre os séculos XV e XVI, verificou-se um processo gradual de transferência da importância estratégica no Algarve, com as fortalezas no litoral a ganharem um papel cada vez mais destacado, em detrimento das estruturas militares no interior. Esta situação ocorreu por exemplo com os castelos de Aljezur e Paderne, tendo este último perdido a sua importância do ponto de vista militar e religioso. Este declínio agravou-se com a mudança da povoação de Paderne para uma nova localização, nos princípios do século XVI. Como parte deste processo de transferência, em 1506 foi construída no novo local uma nova Igreja Matriz, dedicada a Nossa Senhora da Esperança. Devido à mudança dos habitantes e ao seu local isolado, a fortaleza ficou num estado de semi-abandono.

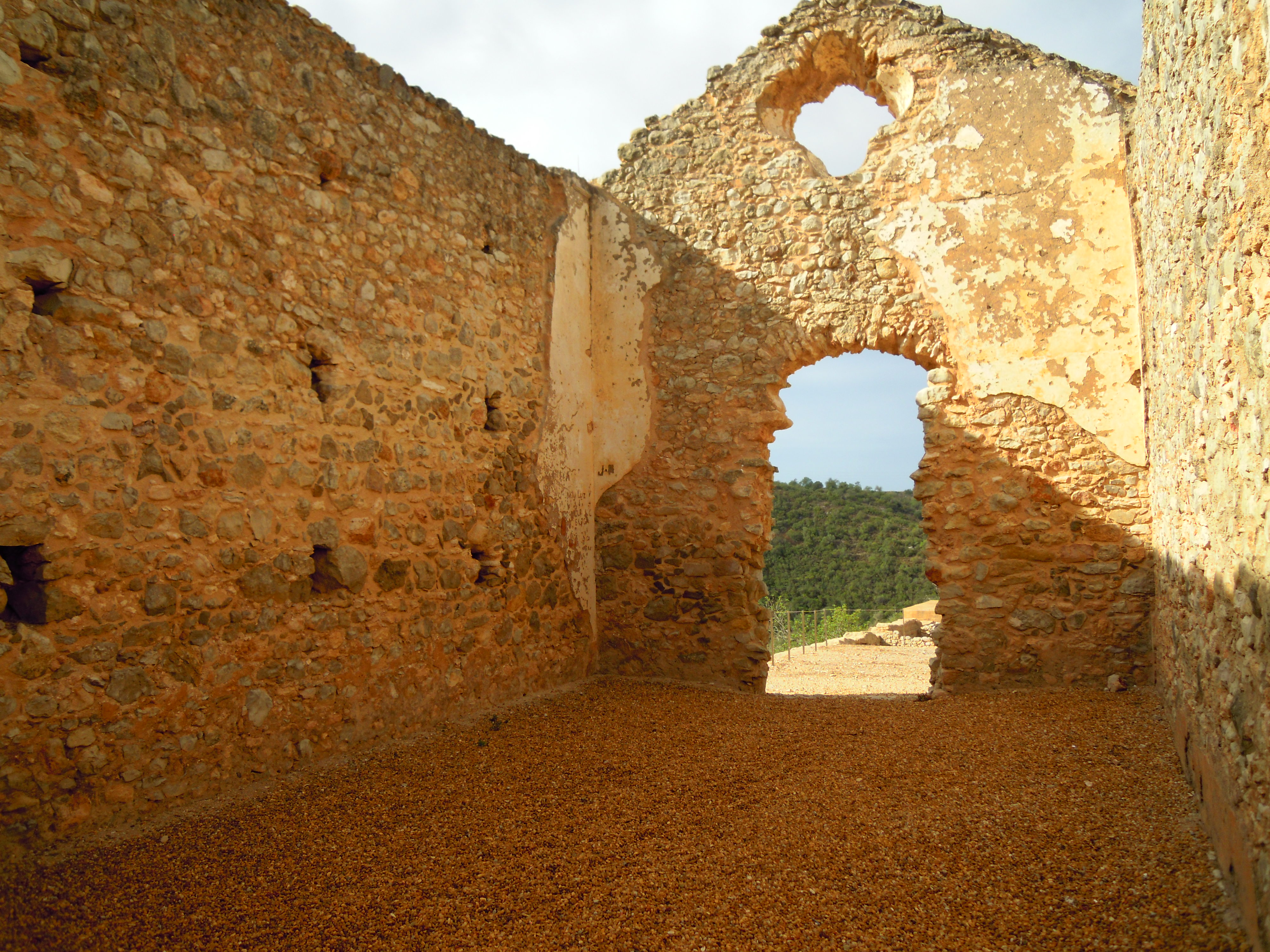
Interior da ermida, em 2012

### Séculos XVIII e XIX
O edifício foi muito atingido pelo Sismo de 1755, tendo causado uma derrocada parcial da torre albarrã e das muralhas.
O castelo foi oficialmente encerrado em 1858, e nesse mesmo ano foi suspenso o culto na Ermida de Nossa Senhora da Assunção, devido ao mau estado de conservação do castelo, e ao seu isolamento. Nesse ano, o Livro de Actas da Junta da Paróquia relatou que, devido ao seu estado de abandono, as telhas e as madeiras fossem retiradas do edifício e aplicadas na Igreja Matriz e na Ermida de Nossa Senhora do Pé da Cruz, ambas em Paderne.

### Século XX
Em 1971, o monumento recebeu a categoria de Imóvel de Interesse Público.
Nos anos 80, foi alvo de pesquisas arqueológicas, durante as quais identificaram-se as várias estruturas fortificadas, vestígios de edifícios residenciais e de uma igreja ou ermida, e vários materiais que datam desde o século XII até ao XVIII. Também na mesma década, a Direcção-Geral dos Edifícios e Monumentos Nacionais reconstruiu o arco de ligação à torre albarrã. Entre Julho e Agosto de 1986, o monumento foi alvo de um programa de estudo, recuperação e estabilização, que também abrangeu o Castelo de Salir, e que consistiu em obras de restauro e limpeza nas muralhas. Em Setembro de 1987, retomou-se o programa, tendo sido limpas e parcialmente reconstruídas as muralhas, e reedificada a torre albarrã e o arco do passadiço que a ligava ao resto do castelo. Também se fizeram pesquisas arqueológicas, de forma a se identificar os períodos de ocupação e abandono, e averiguar se existiam estruturas enterradas, e o seu estado de conservação. A terceira intervenção no âmbito do programa foi feita entre Julho e Setembro de 1998, tendo sido limpos a capela e a sacristia na igreja, tendo sido guardados vários blocos de argamassa de cal dos revestimentos de paredes, telhas dos derrubes, e algumas partes de cerâmica, cronologicamente integrados nos finais do período medieval, e na era moderna. Também foram identificadas as aduelas do arco que dividia as zonas do altar e da nave. Em 10 de Março de 1998, o monumento passou a ser gerido pelo Instituto Português do Património Arquitectónico, e em 1999, foi delimitada a Zona de Especial Protecção.

### Século XXI

#### Década de 2000
Em 2001, a firma Terracarta foi contratada pelo Instituto Português do Património Arquitectónico, para criar um levantamento arquitectónico tridimensional do castelo, e nesse mesmo ano o Instituto comprou o imóvel e os terrenos em redor, pela quantia de 29 milhões de Escudos.
Entre Novembro de 2002 e Outubro de 2003, foram realizados trabalhos arqueológicos na fortaleza, como parte do programa de valorização do Castelo de Paderne, que incluíram a preparação das obras para o restauro e estabilização das muralhas, a limpeza da torre albarrã, a instalação o sistema de drenagem, e o estudo de várias estruturas e do interior das muralhas. Foram encontrados vestígios do primeiro período de ocupação, durante o domínio almóada, como edifícios residenciais, e de uma segunda fase de povoação após a reconquista, incluindo habitações, e estruturas de enterramento, ligadas à ermida no interior do castelo. Também foram investigadas as fundações do castelo em si, e da torre albarrã, que foi identificada como sendo do período moderno. As intervenções foram retomadas entre Dezembro de 2003 e Julho de 2004, igualmente integradas no programa de valorização, tendo sido desobstruído o lanço de muralha no canto Sudeste, e escavado um edifício residencial e parte de outros dois, num possível bairro do período almóada. Foram encontrados vestígios de várias fases de ocupação, incluindo obras de reconstrução e ampliação depois da reconquista, principalmente nos séculos XIV e XV, tendo depois sido construídas novas edifícios em cima dos anteriores durante os séculos XVI e XVII.
Entre 2005 e 2006, executaram-se obras de conservação nas muralhas do castelo, e foram feitos trabalhos de prospecção arqueológica no Castelo de Paderne, no âmbito do programa de Levantamento do Património Arqueológico do Concelho de Albufeira. Em 2005, foi feito acompanhamento arqueológico durante as obras de instalação da iluminação no castelo, e fizeram-se escavações, tendo-se encontrados vestígios de várias épocas diferentes de ocupação: as fases I e II referem-se a várias construções do período islâmico, principalmente edifícios almóadas; a fase III já pertence a cronologias tardo-almóada e da reconquista, e é composta por vestígios de edifícios residenciais; as fases IV e V, identificadas como sendo da transição da era medieval para a moderna, e abrange vestígios de paredes de edifícios; a fase VI já se enquadra totalmente durante o período moderno, sendo os vestígios mais recentes datados do século XVII.

#### Década de 2010
Em 18 de Abril de 2014, a Rádio Televisão Portuguesa publicou uma reportagem sobre o castelo, onde alertou para a situação em que se encontrava o monumento, com danos provocados por vandalismo e fechado ao público.
Em Março de 2015, tanto o edifício como a área em redor estavam a ser investigado pelo Instituto Português do Património Arquitectónico, de forma a apurar quais eram os pontos mais importantes, tanto no sentido etnográfico como arqueológico, além de descobrir quais as espécies vegetais e animais presentes no local. O propósito deste estudo era proceder à valorização das zonas junto à Ribeira de Quarteira, que iriam ser classificadas como Área de Paisagem Protegida. Nessa altura, o castelo continuava num avançado estado de degradação, apesar de ter sofrido várias intervenções de restauro. Em 13 de Agosto de 2015, o Museu Municipal de Arqueologia e o Clube de Astronomia de Albufeira organizaram um evento no castelo de Paderne, para observar a chuva de meteoros das Perseidas, e que contou com animação cultural por parte do grupo Robin Hood.
Em 1 de Fevereiro de 2016, o Ministro da Cultura, João Barroso Soares, visitou o castelo, como parte da sua primeira visita oficial ao Algarve. Em Agosto desse ano, a Câmara Municipal de Albufeira noticiou que estava prevista a realização de trabalhos de restauro e de valorização na torre albarrã, com a colaboração da autarquia, da Direção Regional de Cultura do Algarve e da Fundação Millennium BCP. Esta intervenção era considerada urgente, devido ao avançado estado de degradação da torre, embora tenha estado prevista desde 2010, não tendo avançado devido a problemas de financiamento. Esta operação incluía igualmente a instalação de sinalética e trabalhos de manutenção na zona em redor. A cerimónia de assinatura dos protocolos de cooperação para esta obra teve lugar nos Paços do Concelho de Albufeira, em 29 de Julho, tendo-se fixado o valor para os apoios financeiros em cerca de 100 mil Euros, parcialmente comparticipados com fundos da União Europeia. Durante a cerimónia, o presidente da Câmara Municipal de Albufeira, Carlos Silva e Sousa, recordou que esta intervenção já era pedida há algum tempo pela autarquia e pela Junta de Freguesia de Paderne, sendo parte de um programa para a valorização da oferta cultural no município, como forma de combater a sazonalidade. O plano para as obras foi encomendado ao arquitecto espanhol Manuel Lopez Vicente, que já tinha trabalhado no castelo entre 2004 e 2005, como assessor técnico do Instituto Português do Património Arquitectónico durante as obras de restauro das muralhas, e que é reconhecido como um dos principais especialistas no mundo em restauro de taipa militar. Antes da cerimónia de assinatura, foi feita uma visita ao castelo, onde Lopez Vicente explicou aos participantes quais seriam as obras a ser feitas. Em Outubro de 2016, a Sociedade Musical e Recreio de Paderne organizou o evento A Fortaleza da Fé, onde foi reconstituída a antiga Romaria de Nossa Senhora do Castelo, incluindo uma missa no interior da Ermida de Nossa Senhora da Assunção, e animação musical pela Banda Filarmónica de Paderne.
Em 28 de Julho de 2017, foi assinado o contrato para a empreitada dos trabalhos na torre albarrã, relativa ao restauro e conservação dos módulos de taipa almóada. Previa-se que a obra iria demorar cerca de 124 dias e custar 131 mil Euros, e que seria terminada ainda no mesmo ano. Esta operação foi considerada pioneira a nível nacional, sendo depois utilizada como precedente para futuras obras de restauro em edifícios com o mesmo tipo de taipa militar. Previa-se que esta intervenção seria apenas a primeira fase de um processo maior, para a conservação total do monumento, que teria o valor aproximado de 590 mil Euros.
Em Fevereiro de 2018, a autarquia e a Direcção Regional de Cultura do Algarve reiniciaram o programa À Descoberta do Castelo de Paderne, durante o qual o castelo iria ser reaberto ao público, com visitas guiadas duas vezes por mês. Em Julho, uma delegação do Partido Comunista Português visitou o castelo, tendo criticado os atrasos nas obras da torre albarrã e várias deficiências tanto no acesso como no interior do monumento, incluindo o mau estado das estradas, a falta de espaços para estacionamento, a inexistência de um centro de interpretação e de um percurso para os visitantes, e problemas de acesso por parte de utentes de mobilidade limitada. Aconselhou igualmente que durante as obras fossem continuados os trabalhos arqueológicos, tanto no interior do monumento como na colina, de forma a se descobrir na totalidade o conjunto patrimonial naquele sítio. Em 10 de Setembro, o Ministro da Cultura, Luís Filipe Castro Mendes, visitou a fortaleza, para acompanhar os trabalhos de conservação na torre albarrã, onde ressalvou a importância do monumento, como um símbolo de Albufeira e como um potenciador de turismo cultural, de forma a combater a imagem do município como destino apenas balnear. Nessa altura estava previsto o início da segunda fase das obras para 2019, que deveria custar 400 mil Euros, e contemplar o restauro da muralha no lado nascente do castelo. O presidente da autarquia de Albufeira, José Carlos Rolo, declarou que também estava a ser planeada a remodelação da estrada de acesso ao monumento, de forma a aumentar o número de visitantes. As obras na torre foram feitas por uma empresa especializada, com o acompanhamento de Natércia Magalhães, da Direcção Regional de Cultura do Algarve. Os trabalhos iniciaram-se com uma operação de limpeza, onde foi removida a terra e alguns fragmentos da taipa original, que estavam já muito degradados, e uma oliveira que estava encostada à torre. Originalmente, previa-se que fosse feita a drenagem pelo interior da estrutura, mas descobriu-se que o núcleo da torre era rochoso. Assim, em vez de se modificar a rocha, processo que seria muito intrusivo, foram recuperadas as gárgulas originais para fazer a drenagem. De forma a encontrar a mistura certa de terra e cal, foram necessários vários testes, tendo os blocos situados perto da torre sido o resultado de algumas destas experiências. Além destas experiências, as obras também foram atrasadas pela ocorrência de precipitação, que é um dos principais agentes de deterioração de estruturas em terra. Em Outubro, a autarquia lançou a iniciativa Albufeira Online, que incluiu a instalação de equipamentos de acesso à Internet sem fios em vários pontos de maior procura turística no concelho, como no Castelo de Paderne.
Em 1 de Janeiro de 2019, durante o evento Paderne Medieval, foi organizado um cortejo histórico, onde se fez uma reconstituição da cerimónia quando o rei D. Dinis entregou a Carta de Doação do Castelo de Paderne à Ordem de Avis. Nesse mês, o Partido Comunista Português questionou a ministra da cultura sobre quais seriam as aplicações do financiamento de 500 mil Euros ao Castelo de Paderne, tendo Graça Fonseca respondido que aquele valor iria ser utilizado apenas no restauro naquele edificio, e não em trabalhos arqueológicos ou obras no espaço envolvente.

#### Década de 2020
Em 8 de Fevereiro de 2020, iniciou-se a exposição Vamos Ser Geoparque Algarvensis: o que é isso? no edifício da Junta de Freguesia de Paderne, que informa o público sobre a geologia na zona em redor do Castelo de Paderne e o Planalto do Escarpão.
Em 13 de Dezembro de 2022 foi assinado o auto de consignação relativo à empreitada de conservação e restauro dos módulos de taipa almóada do castelo, que iriam incidir sobre o lanço de muralha Nordeste, em frente à torre albarrã e do portal de entrada. Em Dezembro de 2023 foram oficialmente terminadas as obras de recuperação das muralhas do castelo. Nesta altura, a autarquia estava a planear a instalação de um centro interpretativo, de forma a desenvolver os trabalhos arqueológicos e da recuperação do monumento, e expôr o espólio encontrado no local. Em 23 de Março de 2024, o jornal Barlavento noticiou que as obras de recuperação das muralhas já tinham sido concluídas.

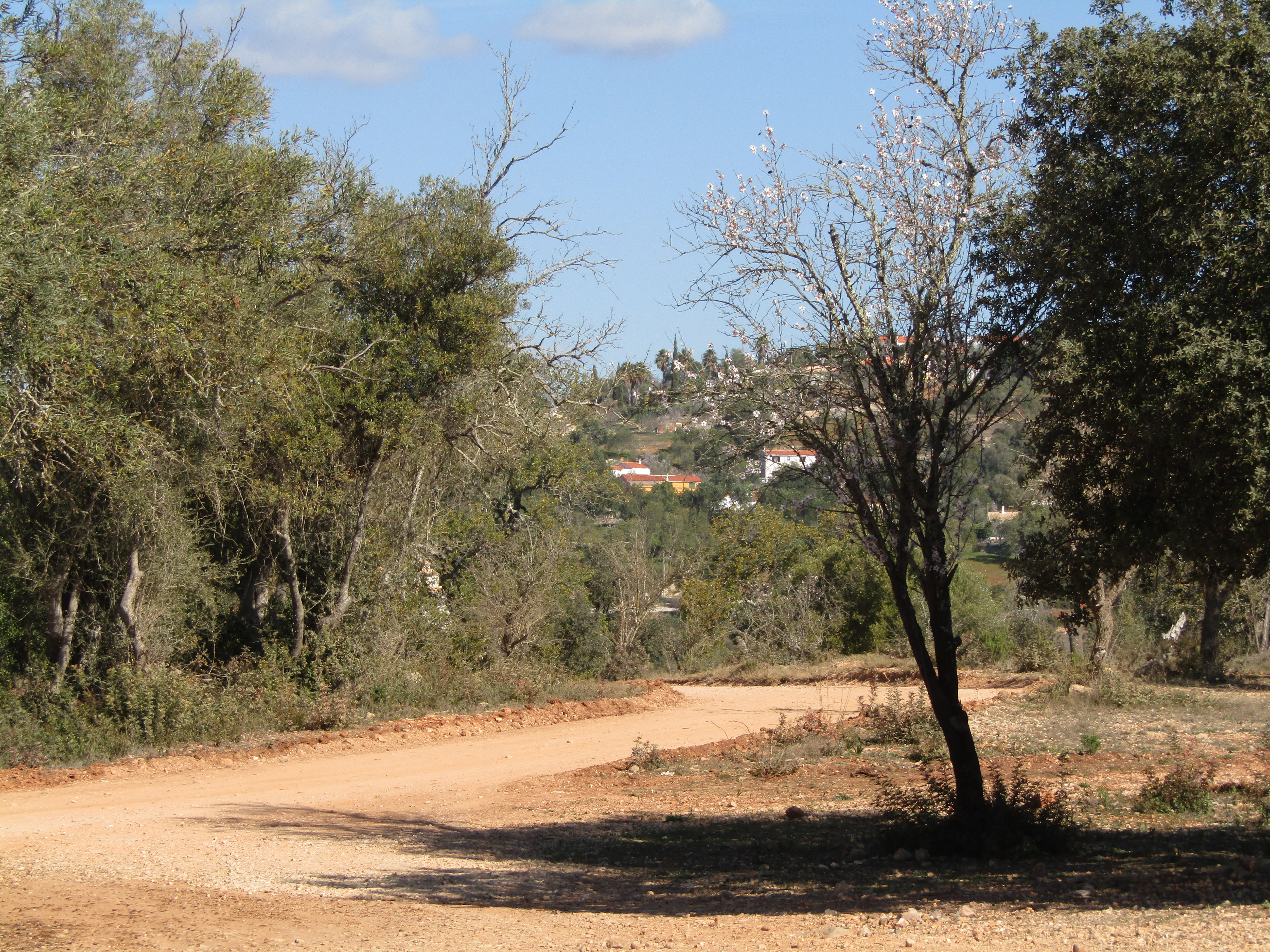
Estrada de acesso ao castelo, em 2018

## Leitura recomendada
- GOMES, Mário Varela; PAULO, Luís Campos; FERREIRA, Sónia Duarte (2003). Levantamento arqueológico do Algarve: concelho de Albufeira. Albufeira: Câmara Municipal de Albufeira. 87 páginas
- MAGALHÃES, Natércia; CANELAS, Mariana;  et al. (2008). Caderno do aluno: 3º ciclo: um safari fotográfico patrimonial no conjunto arquitectónico, arqueológico e paisagístico do castelo de Paderne 1.ª ed. [S.l.]: Direcção Regional de Cultura do Algarve e Instituto de Gestão do Património Arquitectónico e Arqueológico. 47 páginas. ISBN 978-989-95125-1-1
- MARTINS, Arménio Aleluia (2013). Entre a serra e o mar: nova monografia de Paderne. Paderne: Junta de Freguesia de Paderne e Edigarbe. 320 páginas. ISBN 978-972-99699-7-3
- NOBRE, Idalina Nunes (2009). Albufeira da Idade Média ao antigo regime. Albufeira: Câmara Municipal de Albufeira. 57 páginas. ISBN 978-972-8124-36-6
- NOBRE, Idalina Nunes (2008). Breve história de Albufeira 4.ª ed. Albufeira: Câmara Municipal de Albufeira. 67 páginas. ISBN 978-972-8124-32-8
- NOBRE, Idalina Nunes; PAULO, Luís Campos; BAPTISTA, Patrícia; PALMA, Filipe (2008). Património, cultura e gentes de Albufeira 2.ª ed. Albufeira: Câmara Municipal de Albufeira. 254 páginas. ISBN 978-972-8124-31-1
- NOBRE, Idalina Nunes (1997). Património Histórico Monumental - Paderne. Albufeira: Câmara Municipal de Albufeira
- VILAR, Hermínia Vasconcelos; GREGÓRIO, Rui Gregório (2009). Foral Manuelino de Albufeira. Arquivo Histórico de Albufeira. Albufeira: Câmara Municipal de Albufeira. 315 páginas. ISBN 978-972-8124-35-9